# Weilburg
Weilburg är en stad i Landkreis Limburg-Weilburg i Regierungsbezirk Gießen i förbundslandet Hessen i Tyskland. 
Kommunerna Ahausen, Bermbach, Drommershausen, Gaudernbach, Hasselbach, Hirschhausen, Kirschhofen, Odersbach och Waldhausen gick samman med staden Weilburg 31 december 1970. Kubach uppgick i staden 1 juli 1974.
Staden var residensstad för släkten Nassau-Weilburg 1355–1816. I staden finns slottet Weilburg.